# Corvus imparatus
Gralha-de-tamaulipas (Corvus imparatus) é uma ave da família Corvidae (corvos).

## Características
- Comprimento: 34 a 38 cm
- Envergadura: 64 a 71 cm
- Peso: 255 g
- Longevidade:

## Distribuição
Esta espécie pode ser encontrada num território que vai desde o nordeste do México, estado de Tamaulipas, até ao extremo sul do estado do Texas nos Estados Unidos da América.

## Habitat
Prefere geralmente zonas áridas sem árvores, zonas com arbustos, especialmente da família das mimosas (Mimosoideae) e zonas agrícolas. Pode ainda ser encontrado em pequenas cidades e em lixeiras, especialmente em Brownsville (Texas).

## Reprodução
Estas aves nidificam no início de Abril, geralmente escolhem uma árvores ou um arbusto de maiores dimensões para situarem o ninho.
Os ninhos são em forma de um cesto achatado, feitos com ramos, ervas, raízes e guarnecidos com penas e lã.
A postura é de 4 a 5 ovos e ocorre no início de Abril. O período de  incubação é de 16 a 18 dias e as crias são alimentados por ambos os pais.

## Alimentação
Com uma actividade necrófaga bastante importante, estas aves alimentam-se de cadáveres de animais mortos, de insectos, pequenos répteis, invertebrados, frutas, cereais e resto de comida humana que encontram nas lixeiras em zonas urbanas. Pode ainda atacar ninhos para comer os ovos ou as crias. Procuram o alimento geralmente no chão.